# Singer Wittenberge
Der Singer Turn- und Sportverein Wittenberge 1926 e. V. (seit Ende 1933 Grün-Rot Minerva Wittenberge) war ein Sportverein aus Wittenberge. 1932 und 1933 wurde Singer Wittenberge Fußball-Gaumeister der Altmark und nahm damit an der mitteldeutschen Meisterschaft teil.

## Geschichte
Der Verein wurde 1926 als Singer Turn- und Sportverein e. V. gegründet. Vier Idealisten hatten im Jahre 1926 die Idee zur Gründung eines Singer-Werksvereins. Auf einer Gründungsversammlung bildeten 30 Frauen und 11 Männer den Singer Turn- und Sportverein Wittenberge e. V. (Singer TuSV). Dieser bestand vorerst nur aus einer Frauen- und Männerriege im Turnen. Zweck war es, der Belegschaft des Singer-Nähmaschinenwerkes einen Ausgleich zu bieten und eine Identifizierung mit dem Unternehmen zu erreichen.

### Gründung der Fußballmannschaft
Am 1. April 1927 erfolgte die Gründung einer Fußballabteilung im Singer TSV. Als Gründungsväter gelten die Herren Benthin und Genz und die Spielkleidung war zu der Zeit Grün/Rot und Grün/Weiß. Am 27. August 1927 fand das erste Fußballspiel statt. Eine Mannschaft aus der Altmarkstadt Seehausen wurde mit 7:0 besiegt. Der Verein nahm in der Folge als Mitglied im Verband Mitteldeutscher Ballspiel-Vereine (VMBV) am Spielbetrieb im Gau Altmark teil. Zur Spielzeit 1928/29 wurde Singer Wittenberge in die zweite Klasse des Gaues Altmark eingereiht.
Am 12. Mai 1929 wurde der neue ca. 60.000 m² große Sportplatz im Singer-Park mit einem umfangreichen Sportprogramm eingeweiht.

### Punktspielbetrieb
Nach wenigen Jahren gelangen den Fußballern von Wittenberge einige Erfolge auf regionaler Ebene und sie avancierten zu den erfolgreichsten Vertretern des Wittenberger Sports, vielleicht neben den Handballern. 

## Abschlusstabellen als Gaumeister

### Saison 1931/32
| Platz | Verein                       | Gesamtpunktzahl |
| ----- | ---------------------------- | --------------- |
| 1     | Singer TuSV Wittenberge 1926 | 23              |
| 2     | FC Saxonia 09 Tangermünde    | 21              |
| 3     | VfL Gardelegen               | 18              |
| 4     | FC Viktoria 1909 Stendal     | 18              |
| 5     | Stendaler BC                 | 17              |
| 6     | FC Herta 1909 Wittenberge    | 16              |
| 7     | FV Fortuna Tangermünde       | 12              |
| 8     | FC Siegfried Wahrburg        | 11              |
| 9     | SpVgg Eichstädt-Goldbeck     | 8               |

### Saison 1932/33
| Platz | Verein                       | Gesamtpunktzahl |
| ----- | ---------------------------- | --------------- |
| 1     | Singer TuSV Wittenberge 1926 | 33              |
| 2     | FC Saxonia 09 Tangermünde    | 29              |
| 3     | SV Wustrow                   | 25              |
| 4     | FV Fortuna Tangermünde       | 24              |
| 5     | FC Viktoria 1909 Stendal     | 23              |
| 6     | FC Herta 1909 Wittenberge    | 21              |
| 7     | Stendaler BC                 | 19              |
| 8     | FC 1909 Salzwedel            | 17              |
| 9     | VfL Gardelegen               | 17              |
| 10    | SC Minerva 1909 Wittenberge  | 11              |
| 11    | SV 1888 Wittenberge          | 1               |

## Statistik
- Dritter Gaumeisterschaft Altmark 1931
- Gaumeister Altmark 1932, 1933
- Teilnahme Endrunde mitteldeutsche Meisterschaft: 1931/32, 1932/33
- Teilnahme 1. Hauptrunde Tschammer-Pokal